# Ophioneroides
Ophioneroides is een geslacht van slangsterren uit de familie Ophiotrichidae.

## Soorten
- Ophioneroides granum Cherbonnier & Guille, 1978